# Golpe de Estado en Sudán de 2019
El golpe de Estado en Sudán de 2019 se desarrolló el 11 de abril de 2019 cuando las Fuerzas Armadas de Sudán obligaron a dimitir al entonces presidente Omar al Bashir, retenido en prisión domiciliaria, y tomando el control del país el llamado Consejo Militar Transitorio.

## Antecedentes

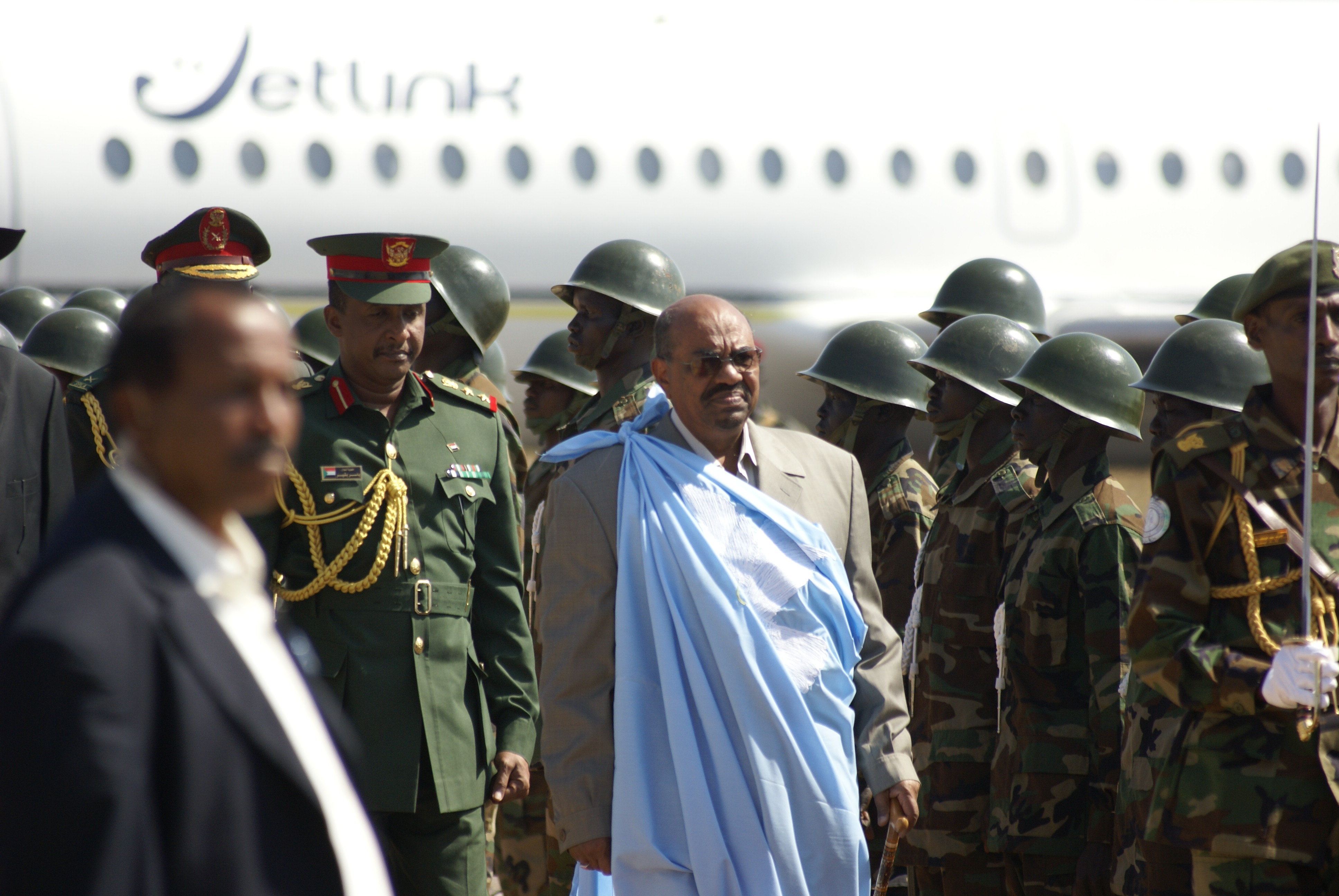
Omar al Bashir llegando a la capital de Sudán del Sur, Yuba, 2011

El 30 de junio de 1989, oficiales militares bajo las órdenes del coronel Omar al Bashir, con apoyo e instigación del Frente Islámico Nacional (FIN), orquestaron un golpe militar que reemplazó a Sadiq al-Mahdi y su gabinete por una junta militar con el Consejo de Mando Revolucionario para la Salvación Nacional, quién clamaba que estaba salvando al país de los "partidos políticos podridos"
El resultado fue un régimen dictatorial que ha sumido a la nación africana en una extrema pobreza y aislamiento internacional. La dictadura de Omar al Bashir ha estado empañada por importantes crisis y su figura ha generado profundas divisiones por su forma de abordar las numerosos conflictos internos, sus abusos contra los derechos humanos y por su enfrentamiento con Occidente. El país ha sufrido largos períodos de aislamiento desde que Estados Unidos incorporó en 1993 al país africano a su lista de estados patrocinadores del terrorismo por dar refugio a terroristas islamistas como Osama bin Laden y Carlos El Chacal. Unas de esas crisis fue ocasionada por la imposición la ley islámica, la sharía, agravando el resentimiento de las provincias del sur, de religiones cristiana y animista, alimentando una guerra que se desató en 1983 y solo se cerró en 2005, con un acuerdo que conduciría a la independencia de Sudán del Sur en 2011 y provocaría el fin de buenos ingresos petroleros al país .
Pero mientras cerraba el conflicto con el sur, se levantaron los rebeldes de Darfur, a los que aplastó con una dureza sangrienta lo que provocó que se ordena su arresto por la Corte Penal Internacional por Crimen de guerra haciendo lugar al pedido del fiscal argentino Luis Moreno Ocampo en marzo de 2009.

### Protestas en Sudán de 2018-19
En diciembre de 2018 comenzaron una serie de protestas contra el gobierno de Sudán tras el fin a los subsidios al trigo y combustible decretado por Omar Hasán Ahmad al Bashir. Agregándose a las protestas contra carestía y la inflación, pero pronto se tornaron en contra del mandatario, que de momento pareció contar con el apoyo de todas las instituciones estatales sudanesas.  En este marco, el dictador sudanés decretó el estado de emergencia, lo que implica que no se pueden llevar a cabo ningún tipo de concentraciones ni manifestaciones sin la autorización formal del Estado, sin embargo, movimientos políticos y sociales de oposición han hecho caso omiso a tal indicación y continuaron con esta hasta abril de 2019. Luego destituyó a prácticamente todo el Gobierno y nombró militares al frente de los diferentes estados del país, liberó a los detenidos e hizo llamadas al diálogo y la serenidad, pero el malestar ciudadano, latente en los últimos dos meses, reapareció con toda su fuerza.
La protestas comenzaron cuando desde el fin de semana del 5 al 8 de abril de 2019 empezaron una sentada en la sede del  ejército de Sudán.
Al menos cinco personas murieron en la capital de Sudán, Jartum, durante las últimas manifestaciones contra la dictadura de Omar al Bashir que se realizó el 8 de abril de 2019 sumandóse a un larga lista de 38 muertos y miles de detenidos por esta situación.

### 9 de abril
Miles de manifestantes continuaron  congregados en los alrededores del cuartel general del ejército de Sudán, en su capital, Jartum, por cuarto día consecutivo pese a los reiterados intentos de las fuerzas de seguridad del régimen de Omar al Bashir de desalojarlos por la fuerza. Testigos aseguran que en la madrugada se produjeron disparos y lanzamiento de gases lacrimógenos que provocaron, según fuentes de los manifestantes, entre dos y siete muertos. Las protestas ciudadanas que comenzaron el pasado mes de diciembre se han reavivado coincidiendo con la caída del dictador argelino Abdelaziz Buteflika.

### 10 de abril
La policía sudanesa ha anunciado su rechazo a reprimir por la fuerza a los miles de manifestantes que llevan ya cinco días concentrados en torno al cuartel general de las Fuerzas Armadas en la capital, Jartum, reclamando la caída del dictador. El ejército anteriormente había dicho que no iba participar en la represión contra la población civil.

## Golpe de Estado
Después de 25 años en el poder, el presidente de Sudán, Omar al Bashir, fue derrocado y arrestado, informó el ministro de Defensa del país africano, Ahmed Awad Ibn Auf. Su guardia personal fue reemplazada y se encuentra bajo estricta vigilancia. 
En las primeras horas de la mañana del 11 de abril de 2019 vehículos militares habían ingresado a un complejo militar donde se encontraba la residencia de al Bashir. La televisión estatal interrumpió su programación habitual con el anuncio de que el ejército entregaría un comunicado.
Un grupo de oficiales ingresó al edificio de la cadena estatal de radio y televisión Sudan TV en Omdurman, ciudad satélite de Jartum, la capital sudanesa, para emitir el anuncio al pueblo.
En una alocución televisiva, el ministro informó que el ejército había decidido tomar el control del país durante un periodo de transición de dos años, al que seguirá una convocatoria a elecciones.También indicó que se ha declarado un estado de emergencia en todo Sudán que se extenderá por 90 días. Awad Ibn Ouf anotó que la Constitución del país ha sido suspendida, los puestos fronterizos permanecen clausurados hasta nuevo aviso y el espacio aéreo estará también cerrado por 24 horas.

## Consecuencias

### Júbilo por la dimisión de Al Bashir
El anuncio desencadenó el clamor y júbilo de los manifestantes concentrados delante del cuartel general de las Fuerzas Armadas para exigir la dimisión del dictador sudanés Omar al Bashir. Cayó el régimen, cayó el régimen", cantaban miles de manifestantes delante del cuartel general, en un ambiente tenso pero de gran alegría después de saber de la dimisión de Al Bashir.
Las televisiones internacionales muestran imágenes de júbilo entre la población, que habría salido a la calle con banderas sudanesas para celebrar la caída del dictador, bailando y cantando consignas en contra de Bashir.

### Alaa Salah«Reina de Nubia»
Su imagen es uno de los símbolos más significativos de las protestas contra el gobierno de Omar al Bashir. Un vídeo de una joven mujer sudanesa liderando los cánticos en las masivas protestas antigubernamentales de Jartum se ha vuelto viral en las últimas horas, convirtiendo a su protagonista, Alaa Salah, en el icono de la revolución sudanesa. «Nos quemaron en nombre de la religión, nos mataron en el nombre de la religión, nos encarcelaron en el nombre de la religión», cantaba la joven ataviada con un vestido blanco tradicional sudanés y subida al techo de un coche. Su valentía le ha valido el apodo de «Kandaka», que significa «Reina de Nubia».

### Muertes de manifestantes
Se cree que 60 personas fallecieron durante las protestas contra el régimen dictatorial de Sudán según indica una ONG.
El Comité Central de Médicos, un sindicato opositor del sector, ha anunciado que al menos 13 personas han fallecido por "disparos de las fuerzas del régimen", sin especificar qué cuerpos de seguridad han abierto el fuego contra los manifestantes coincidiendo con el derrocamiento dedictadorte Omar al Bashir a manos del Ejército después de casi cuatro meses de movilizaciones en las calles del país en contra del dictador sudanés.

### Formación de un Consejo Interino
El ejército forma un consejo interino, con el primer vicepresidente, el teniente general Ahmed Awad Ibn Auf como líder y la creación de este consejo militar interino que dirigirá el país durante los próximos dos años.

#### La no entrega deOmar al Bashira la Justicia Internacional
El consejo militar sudanés no entregará al derrocado dictador Omar al Bashir a otros países, declaró el jefe del comité político del consejo, Omar Zein Abideen.

### Detenciones
Las Fuerzas Armadas mantienen a Bashir en arresto domiciliario. Al-Hadath señala que cerca de 100 allegados al mandatario también han sido detenidos; entre ellos, el actual presidente del partido gobernante Congreso Nacional, Ahmed Mohammed Haroun; el exministro de Defensa, Abdel Rahim Mohammed Hussein, y el exvicepresidente primero, Ali Osman Mohammed Taha.

### Reacción de la oposición
Mientras la oposición, Las Fuerzas de la Libertad del Cambio de Sudán, grupo que aglutina a partidos y grupos opositores sudanenses, denuncia que se trata de un golpe militar o autogolpe militar del propio régimen para perpetuarse en el poder, después de casi cuatro meses de protestas en las calles. Muchos activistas sudaneses, incluidos los de la Asociación de Profesionales Sudaneses y el Partido Comunista de Sudán, han denunciado al consejo de transición militar como un gobierno de "las mismas caras y entidades contra las que se ha rebelado nuestro gran pueblo" en una declaración. Los activistas exigen que el poder sea entregado a un gobierno civil.
Algunos voceros de los manifestantes no se conforman solo con esta medida y exigen que caigan más funcionarios, incluido el propio ministro y un cambio de régimen.

### Reacción de manifestantes
La alegría por el derrocamiento del dictador Omar al Bashir por el Ejército de Sudán se ha convertido en rabia y ha alimentado nuevas reivindicaciones en la acampada de protesta en los alrededores de su cuartel general en Jartum, donde permanecen los más recelosos y combativos. Después del anuncio, miles de personas se volvieron a dirigir a la acampada con banderas de Sudán para seguir reivindicando un traspaso del poder a un gobierno civil y democrático, mientras que otros se dieron por satisfechos y se marcharon. A los alrededores del complejo militar que custodia la sede de la comandancia del Ejército y del Ministerio de Defensa llegaron también poetas, cantantes y grupos de música que durante la tarde entonaron canciones patrióticas.

### Toque de queda
El ejército de Sudán impuso un toque de queda nocturno en todo el país que durara un mes, tras haber destituido al veterano dictador Omar al Bashir. Un toque de queda de un mes (cada día) desde las 10:00 p. m.  a las 04:00 (hora local)" indicó el ministro de Defensa Awad Ibnouf. Miles de sudaneses se manifestaban ante el cuartel general de las Fuerzas Armadas el jueves 11 de abril por la noche, dijeron testigos, a pesar del toque de queda nocturno impuesto por el ejército al poco de derrocar al dictador.
. Los manifestantes cantaban su eslogan "¡paz! ¡Justicia! ¡Libertad!" mientras llenaban el extenso complejo de Jartum por sexta noche consecutiva, a las pocas horas de que un consejo militar sustituyera a Bashir.

### Liberación de presos políticos
El portavoz del partido opositor Al Baaz, Mohamed Uedaa, ha declarado que las fuerzas de seguridad "empezaron a liberar centenares de presos políticos y activistas", algunos de los cuales estaban detenidos desde el inicio de las protestas que comenzaron en diciembre pasado. Algunos volvieron a la protesta y otros a sus casas. Los organismo de inteligencia y seguridad de Sudán confirma la liberación de presos políticos y manifestantes.

## Cambios en la Junta Militar
Awad Ibn Ouf y Kamal Abel Maaruf líderes del golpe de Estado que derribaron al régimen dictatorial de Omar al Bashir renunciaron a sus cargos en la junta de transición militar mediante un anuncio emitido en la televisión estatal sudanesa, debido a la presión ciudadana que lo ven como parte del depuesto régimen dictatorial sudanés y se mantenía sus manifestaciones y protestas en las calles y avenidas de Jartum lo sucedió en el cargo al frente de la junta militar el General Abdelfatah Al Burhan.

### Dimisión del jefe de Seguridad e Inteligencia de Sudán
Tras el relevo de mando en el Consejo Militar Transitorio  que gobierna interinamente la República de Sudán, el jefe de Seguridad e Inteligencia del país africano presenta su dimisión, Saleh Abdalá Qush, ha presentado su dimisión a la junta militar que dirige el país tras la deposición del presidente Omar al Bashir, después de haber encabezado la represión contra los manifestantes en los pasados meses. El Consejo Militar Transitorio  ha anunciado que su presidente, Abdel Fattah Abdelrahman Burhan, ha aceptado la dimisión de Abdalá Qush. Tras la marcha de Abdalá Qush, el número dos de los servicios de Inteligencia de Sudán, Yalaladín al Sheij, asumirá el cargo en funciones hasta que se designe a un nuevo jefe.

### Reacción de los manifestantes ante estas renuncias
Tras su dimisión, estalló la alegría en Jartum, entre gritos de alborozo con los coches tocando sus bocinas, ondeando banderas de Sudán y rompiendo fotos de Bin Auf, y entre consignas que coreaban los manifestante en donde decían "Ya caíste Bin Auf, nueva revolución Bin Auf!", "En dos días derrocamos a dos presidentes" y "lo logramos". Los generales en el poder intenta calmar a la comunidad internacional y a los manifestantes sobre sus intenciones, prometiendo devolver el país a un gobierno civil.

### Anuncio del nuevo jefe delConsejo Militar Transitorio
El general Abdelfattah al Burham nuevo jefe del Consejo Militar Transitorio de Sudán anuncio por televisión las siguientes medidas:
1. Fin del toque de queda.
2. Liberación de presos políticos y manifestantes encarcelados debido a las protestas.[46]
3. Sancionar a los responsables de la represión.
4. Prometió eliminar de raíz el régimen dictatorial de Omar al Bashir.[47]
5. Hizo un llamado al diálogo entre el Consejo Militar Transitorio y las fuerzas políticas opositoras y los manifestantes.[46]

## Huelga General
El día 28 de mayo de 2019, una huelga general de dos días fue convocada por la Alianza por la Libertad y el Cambio (ALC) para forzar al Consejo Militar Transitorio  que gobierna el país desde el Golpe de Estado que derribo del poder a Omar al Bashir a transferir el poder a los civiles. Mientras tanto, el hombre fuerte de dicha junta, el general Abdel Fattah Abdelrahman Burhan, intensifica sus contactos con el mundo árabe para garantizarse su apoyo. La huelga ha afectado a los servicios bancarios, médicos y al transporte, con conexiones aéreas en la capital Jartum y en el país. Las partes se han puesto de acuerdo en que un Consejo Soberano formado por civiles y militares dirija el país africano durante los próximos tres años. Sin embargo, siguen sin consensuar la proporción de militares y civiles que deben integrar ese órgano.

## Anuncio de Elecciones
El Consejo Militar Transitorio anuncio el llamado a elecciones en un periodo de 9 meses tras la matanza de 101 manifestantes al frente de la sede del Ministerio de Defensa en Jartum y la ruptura de acuerdos con sectores de la oposición sobre la transición. La comunidad internacional condenó estas acciones de represión de los militares de Sudán que ha causado muertos y heridos.

#### Declaración Conjunta
En una declaración conjunta, Estados Unidos, Noruega y Gran Bretaña condenaron la represión de las fuerzas de seguridad. La declaración, publicada  4 de junio de 2019 en la noche, señalaba que el consejo militar de Sudán "puso en peligro el proceso de transición y la paz en Sudán" al ordenar los ataques contra los manifestantes.

#### Oposición
Un día después de que la junta militar rompiera los acuerdos con la oposición esta manifestó su disposición a dialogar. Pero no encontró eco entre los manifestantes, cuyos muertos se cuentan por un centenar por una dura represión realizada el día 3 de junio por fuerzas militares y paramilitares de la junta militar que ha provocado una agravamiento de las protestas en la Capital. Ante este panorama, la oposición no aceptó la propuesta de la CMT de reanudar las negociaciones sin "restricciones". Un portavoz de los manifestantes dijo que, en cambio, continuarían su campaña a favor de la democracia para presionar a los militares para que entreguen el poder a una autoridad civil.

## Reacción Internacional

### Organismos Internacionales

#### Unión Africana
El presidente de la Comisión de la Unión Africana (UA), Moussa Faki Mahamat, ha condenado ya "la toma de poder militar" en Sudán. En un comunicado, Mahamat ha expresado "la convicción de la Unión Africana de que la toma de poder militar no es la respuesta adecuada a los desafíos que enfrenta Sudán y las aspiraciones de su pueblo".

#### Organización de las Naciones Unidas
El Secretario General de las Naciones Unidas Antonio Guterres por medio de un comunicado hace un llamamiento a la calma y máxima contención después del golpe de Estado que puso fin a la dictadura de Al Bashir y que apoyara al pueblo sudanés en sus aspiraciones a una transición democrática.

##### Oficina de Naciones Unidas para los Derechos Humanos
La Oficina de Naciones Unidas para los Derechos Humanos pidió a las nuevas autoridades de Sudán que cooperen con la Corte Penal Internacional (CPI), que reclama desde la pasada década al expresidente sudanés Omar al Bashir  por crímenes de guerra y contra la humanidad en la región de Darfur.
La Alta Comisionada de la Oficina del Alto Comisionado de las Naciones Unidas para los Derechos Humanos (ACNUDH), Michelle Bachelet, instó a las autoridades sudanesas a garantizar la protección de los derechos humanos y evitar el uso de la violencia. Resaltó asimismo la necesidad de llevar a cabo "investigaciones independientes, rápidas y eficaces del uso excesivo de la fuerza contra manifestantes desde diciembre del año pasado"

##### Consejo de Seguridad de las Naciones Unidas
El Consejo de Seguridad de la ONU realizó una reunión de urgencia sobre la el conflicto en Sudán, la cual finalizó tras una hora de discusión a puerta cerrada y sin emitir una resolución, según diplomáticos."Es un asunto interno de Sudán", declaró el embajador de Kuwait, Mansour al Otaibi, para justificar el hecho de que el Consejo de Seguridad no haya adoptado ninguna resolución.
La reunión fue solicitada por Estados Unidos y los cinco miembros europeos del Consejo de Seguridad: Francia, Reino Unido, Alemania, Polonia y Bélgica. El embajador de Sudán ante la ONU, Yasir Abdelsalam, ya había dicho al Consejo de Seguridad que "lo que pasa en Sudán es un asunto interno".

#### Unión Europea
La alta representante para la Política Exterior y de Seguridad Común de la Unión Europea, Federica Mogherini,ha instado un rápido traspaso del poder a un "gobierno de transición civil" en Sudán y que están monitoreando la situación del país.

### Países
- Alemania:Alemania pidió una solución pacífica para desactivar la crisis.[64]
- Arabia Saudita: Riad dio su apoyo a la Junta Militar que gobierna interinamente el país africano y prometió ayuda humanitaria a Sudán.[65]
- Catar :Catar está preocupado por el destino del pueblo sudanés y pide a todos los actores en Sudán que eviten derramamiento de sangre y utilicen medios pacíficos para solucionar la situación.[66]
- China: La República Popular China esta siguiendo la situación, continuará desarrollando las relaciones con Sudán cualquiera que sea la situación en este país africano y tiene la esperanza de que Sudán pueda preservar la paz y la estabilidad en el país indicó el portavoz de la Cancillería china, Lu Kang.[67]
- Egipto:Egipto expresó su apoyo al pueblo sudanés.[32] El Ministerio de Exteriores egipcio ha señalado en un comunicado que El Cairo "sigue de cerca y con gran interés" los acontecimientos en Sudán, al que ha descrito como un "país amigo", al tiempo que ha recalcado su "firme determinación" de mantener "lazos profundos" con Jartum.[68]
- Emiratos Árabes Unidos: El gobierno de los Emiratos Árabes Unidos ofrece ayuda económica y apoyo humanitario a las nuevas autoridades sudanesas.[69]
- Estados Unidos : Washington D. C. ha recalcado que apoya una transición liderada por civiles "en un periodo menor" a los dos años anunciados por el Ejército de Sudán tras el golpe de Estado que ha derrocado a Omar Hasán al Bashir y que respalda un Sudán pacífico y democrático[70][71]
- Francia:Francia está observando de cerca el desarrollo de la situación, pide que se escuche la voz de los sudaneses y que se respalde el proceso de paz.[72]
- Irán : La Cancillería de Irán, por medio de su portavoz Bahram Qasemi, se opone a cualquier intervención extranjera en Sudán y llama a las partes sudanesas a la contención y el diálogo para restablecer la estabilidad.[73]
- Turquía : El presidente de Turquía Recep Tayyip Erdoğan sobre el golpe del estado en Sudán ha dicho: “Es mi deseo más importante que Sudán se recupere de este proceso a la base del consenso nacional. Damos alta importancia a nuestras relaciones con África como el seguidor de una política exterior que posiciona la persona, la justicia y la solidaridad en el centro. No tienen ningún valor para nosotros las posturas aisladoras, arrogantes y entrometidas contra los países africanos” y agregó Es mi deseo más importante que Sudán se recupere de este proceso a la base del consenso nacional. Sudán es un país que tenemos las relaciones históricas muy antiguas. Claro que apoyamos que estas relaciones nuestras sigan. Deseo que Sudán vence este problema en paz y fraternidad y creo que entre en la función del proceso democrático normal”.[74] Turquía espera que en breve se establezca la paz en Sudán, de conformidad con las exigencias de su pueblo, comunicó el Ministerio de Asuntos Exteriores de Turquía.[75]
- Rusia : El jefe del comité de Asuntos Internacionales de la Duma (Cámara Baja de la Asamblea Federal de Rusia), Leonid Slutski, se mostró convencido de que Jartum seguirá cooperando con Moscú, cualquiera que sea el cambio que se produzca en el país.[76] Rusia hizo un llamado a todas las fuerzas políticas de Sudán para que hagan volver el orden al país después del derrocamiento del presidente sudanés, Omar al-Bashir, en un golpe militar, señaló el portavoz del Kremlin, Dmitry Peskov. El portavoz indicó que los acontecimientos en Sudán son exclusivamente un asunto interno de los sudaneses. Sin embargo, el Kremlin espera que Rusia y Sudán mantengan sus relaciones en cualquier resultado.[77]